# Eckhörner
Die Eckhörner sind ein Gebirgszug mit etwa sechs bis zu 2223 m hohen Gipfeln im ostantarktischen Königin-Maud-Land. Er bildet die Nordwand des Talkessels In der Schüssel im nordzentralen Teil des  Alexander-von-Humboldt-Gebirges im Wohlthatmassiv.
Entdeckt und deskriptiv benannt wurde der Gebirgszug bei der Deutschen Antarktischen Expedition 1938/39 unter der Leitung des Polarforschers Alfred Ritscher. In Norwegen ist er unter dem Namen Hjørnehorna bekannt.